# Гектова балка
Ге́ктова ба́лка — ботанічний заказник місцевого значення. Статус заказника присвоєно рішенням обласної ради народних депутатів від 25 березня 1995 року. Площа — 40 га. Флористичний склад налічує понад 297 видів, 7 із яких занесені до Червоної книги України. Дрік донський, що росте на території заказника, крім того занесений до Європейського Червоного списку.

## Розташування
Розташований у Добропільському районі Донецької області за три кілометри на захід від села Никанорівка.
Розташований близько вододілу річок Казенний Торець і Самара, в басейні Казенного Торця, на західних острогах Донецького кряжа.
У 1977 році проводилося геоботанічне районування України, згідно з яким територія заказника була віднесена до Слов'янсько-Артемовському району Донецького геоботанічного округу лугових і різнотравно-типчаково-ковилових і петрофітних степів, рослинності кам'янистих оголень і широколистяних лісів Приазовсько-Чорноморської степової підпровінції Причорноморської (Понтичної) степової провінції Європейсько-Азійської степової області.
За флористичним районуванням О. Дубовика, складеному в 1970 році, Гектова балка належить Донецькому флористичному історико-географічному району, пов'язаному з Донецьким кряжем.
За флористичним районуванням Бурди, складеному в 1991 році, Гектова балка належить Торецько-Луганському підрайону Донецького району Донецької округи Східнопричерноморської підпровінції, Причорноморсько-Донської провінції Паннонської-Причорноморсько-Прикаспійської області.

## Ґрунт
Здебільшого ґрунт у балці — чорнозем звичайний, средньогумусований слабо еродований. Трапляються виходи пісковиків і фрагменти солончаків на схилах балок південної експозиції.

## Флора
Флористичний список балки складається з понад  видів, із переважанням родин айстроцвітих, хрестоцвітих, бобових, гвоздикових, розових, губоцвітих, злакових та ранникових . 19% видів рідко або спорадично зустрічаються в регіоні, серед яких ендемічні або реліктові рослини.
У заказнику росте 11 видів, що охороняються: (брандушка різнобарвна, півонія тонколистна (воронець), дрік донський, оносма донська, простріл чорніючий, ластовень проміжний, горицвіт волзький тощо). 7 видів занесені до Червоної книги України, 1 вид (дрік донський) — до списку охоронюваних видів світу, 1 вид (ластовень проміжний) — до списку охоронюваних видів Європи; 3 види охороняються рішенням Донецького обласного виконкому. 4 рослинних угруповання занесені до Зеленої книги України.

## Галерея

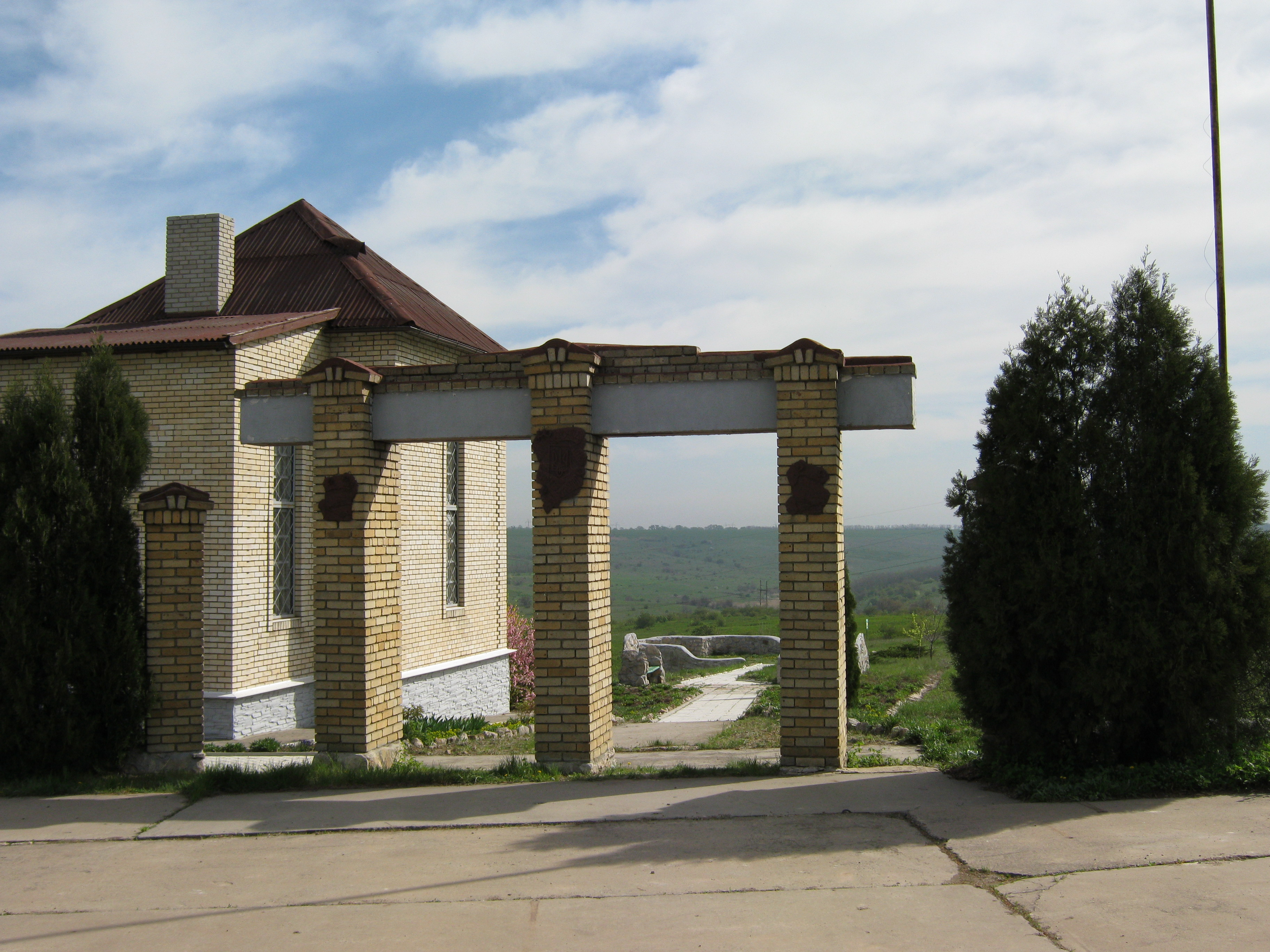
Вхід до балки з заходу
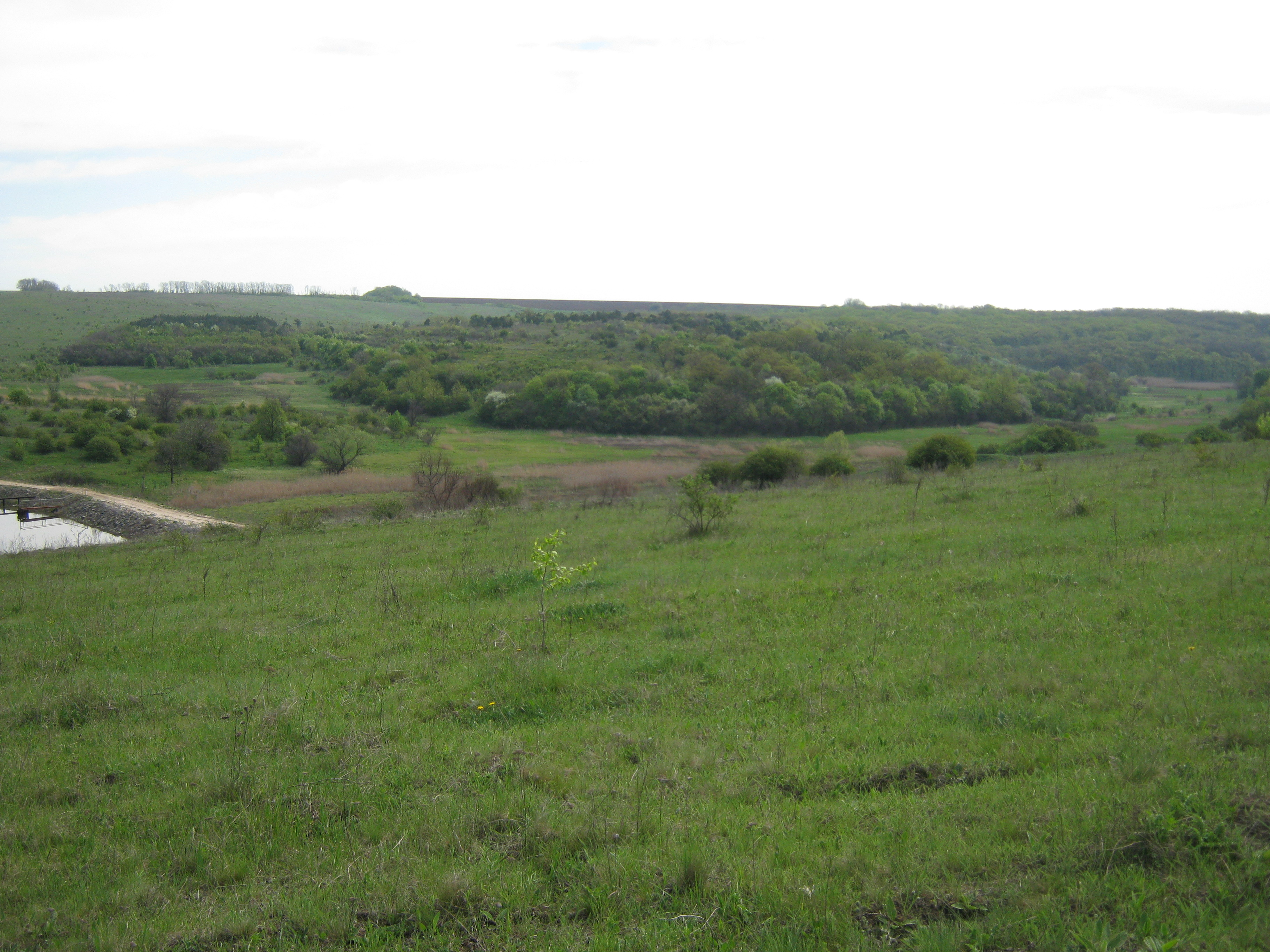
Місце межування Гектової балки і Никанорівського лісу
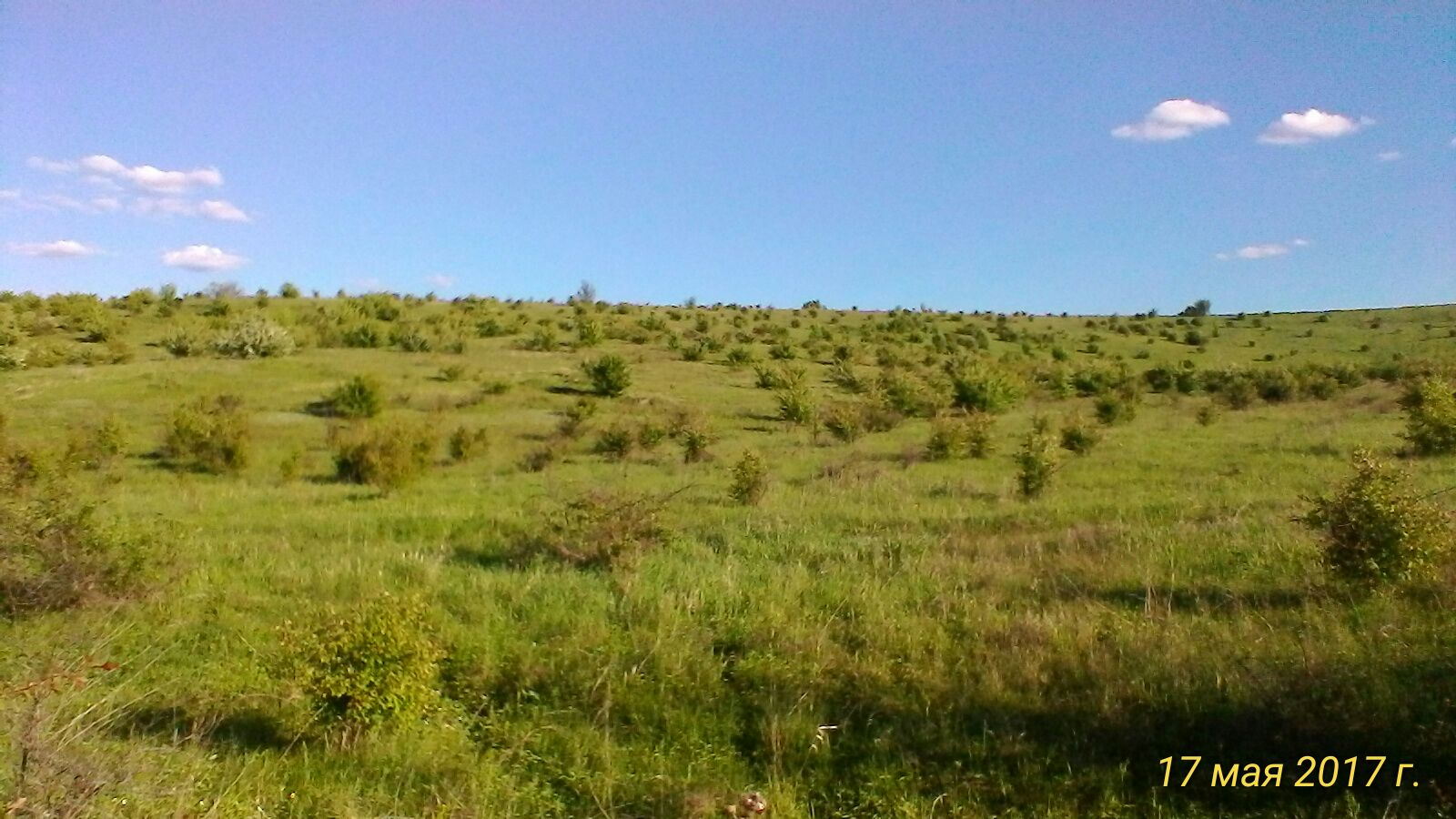
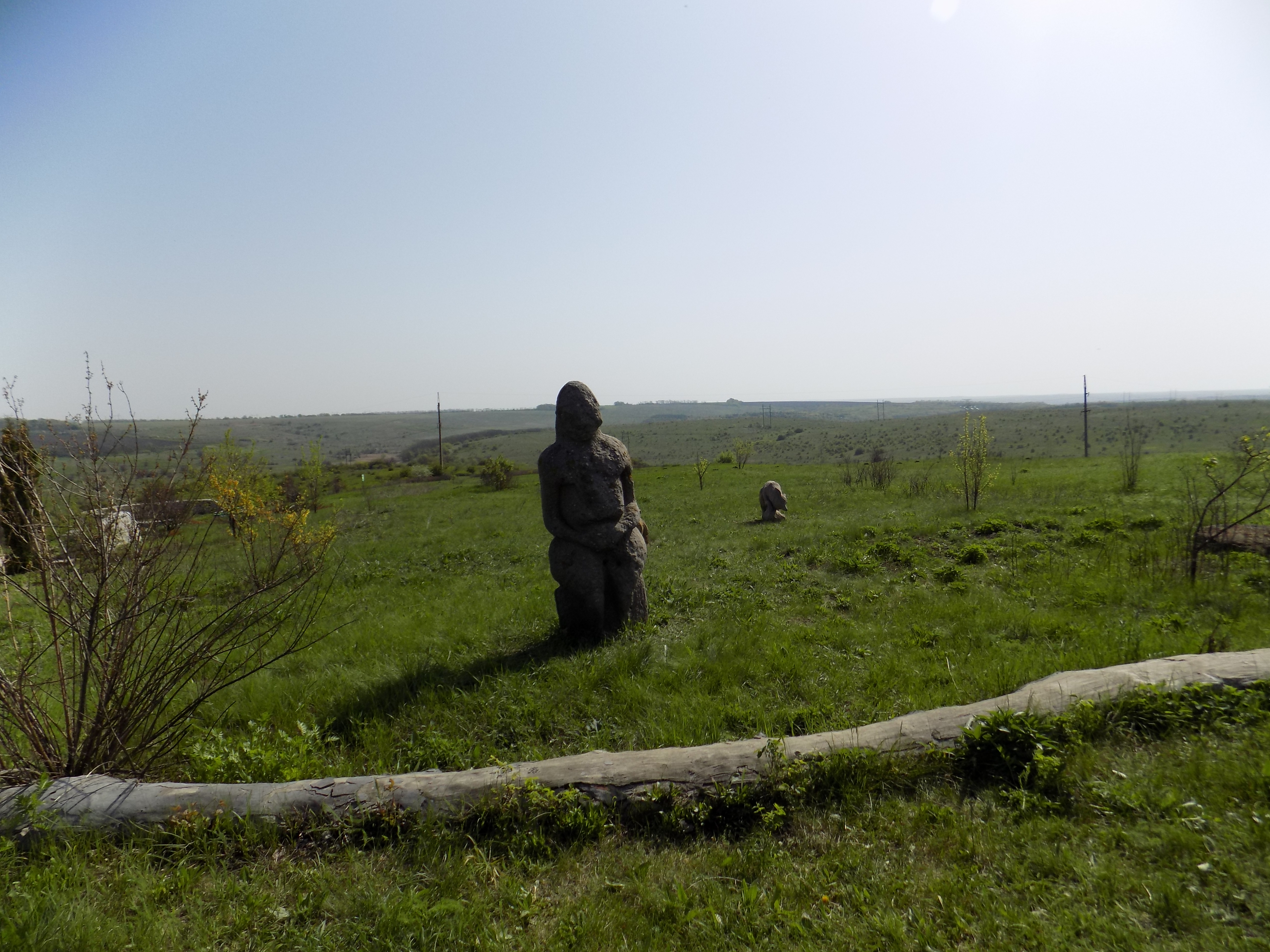
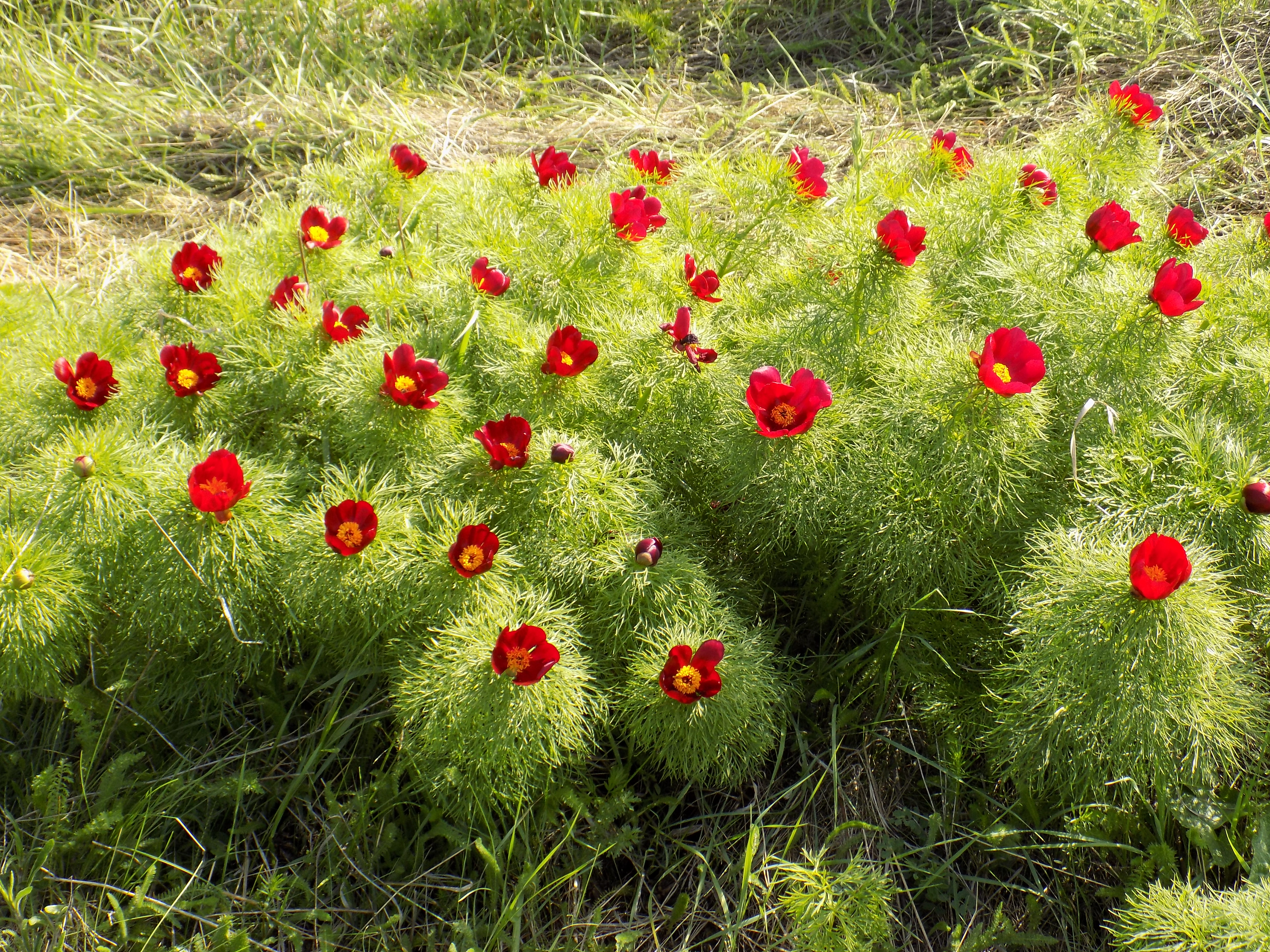